# Elisa Uga
Elisa Uga (ur. 27 lipca 1968 w Vercelli) – włoska szpadzistka, srebrna medalistka olimpijska i wielokrotna medalistka mistrzostw świata. 
Na igrzyskach olimpijskich w Atlancie w 1996 roku reprezentacja Włoch w składzie z Laura Chiesa, Elisa Uga i Margherita Zalaffi wywalczyła w rywalizacji drużynowej srebrny medal. Na tej samej imprezie zajęła także 14. miejsce w turnieju indywidualnym. Były to jej jedyne występy olimpijskie.
Podczas mistrzostw świata w Orleanie w 1988 roku wspólnie z Sabą Amendolarą, Alessandrą Anglesio, Cecilią Salvioli i Nathalie Vezzali zdobyła brązowy medal w zawodach drużynowych. W konkurencji tej Włoszki z Ugą w składzie zdobywały następnie srebrny medal na mistrzostwach świata w Denver (1989) oraz brązowe podczas mistrzostw świata w Lyonie (1990), mistrzostw świata w Hawanie (1992) i mistrzostw świata w Nîmes (2001).
Zdobyła też cztery medale mistrzostw kontynentu: brąz indywidualnie na mistrzostwach Europy w Linzu w 1993 roku, złoto indywidualnie na mistrzostwach Europy w Płowdiwie w 1998 roku oraz złoto drużynowo i srebro indywidualnie na mistrzostwach Europy w Bolzano w 1999 roku.